# Estación de Ormaiztegui
Ormáiztegui (en euskera y según Adif Ormaiztegi) es un apeadero ferroviario situado en el municipio español de Ormáiztegui en la provincia de Guipúzcoa, Comunidad autónoma del País Vasco.
Forma parte la línea C-1 de la red de Cercanías San Sebastián operada por Renfe.

## Situación ferroviaria
La estación se encuentra en el punto kilométrico 574,162 de la línea férrea de ancho convencional  que une Madrid con Hendaya a 234,43 metros de altitud. El tramo es de vía doble y está electrificado.

## Historia
La estación fue inaugurada el 20 de agosto de 1864 con la puesta en marcha del tramo Alsasua (Olazagoitia) – Beasáin de la línea radial Madrid-Hendaya. Su explotación inicial quedó a cargo de la Compañía de los Caminos de Hierro del Norte de España quien mantuvo su titularidad hasta que en 1941 fue nacionalizada e integrada en la recién creada RENFE. Desde el 31 de diciembre de 2004 Renfe Operadora explota la línea mientras que Adif es la titular de las instalaciones ferroviarias.

## La estación
Ormáiztegui es un pequeño apeadero formado por dos andenes laterales y dos vías. Posee dos refugios en cada andén para resguardar a los viajeros. El edificio de viajeros original de la compañía Norte fue derribado en los años 90 debido a su mal estado de conservación, siendo sustituido por los actuales refugios. El cambio de uno a otro se realiza a nivel. 

## Servicios ferroviarios

### Cercanías
Los trenes de cercanías de la Línea C-1 son los únicos que se detienen en la estación. 